# Пидарево
Пида́рево (болг. Пъдарево) — село в Сливенській області Болгарії. Входить до складу общини Котел.

## Населення
За даними перепису населення 2011 року у селі проживали 583 особи.
Національний склад населення села:
| Національність   | Кількість осіб | Відсоток |
| ---------------- | -------------- | -------- |
| болгари          | 314            | 54,3 %   |
| цигани           | 259            | 44,8 %   |
| інша             | 0              | 0 %      |
| Всього відповіли | 578            |          |

Розподіл населення за віком у 2011 році:
Динаміка населення: